# フジノン東芝ESシステム
フジノン東芝ESシステム株式会社（フジノンとうしばイーエスシステム、英文表記：Fujinon Toshiba ES Systems, Co., Ltd.（英名略称：FTS））はフジノン傘下の、内視鏡の国内販売・サービスを行っていた専業販社。
2002年3月に東芝グループの内視鏡事業の一部を継承する形で、富士フイルムグループのフジノン（旧富士写真光機）と東芝グループの東芝メディカルシステムズ（旧東芝 医療機器部門）の出資により設立、2002年4月より営業開始。
東芝及び東芝メディカルが内視鏡事業から全面撤退を2009年2月5日に正式発表、同社の保有株式をフジノンに全株売却し、同年4月に富士フイルムメディカル株式会社と統合した。これにより、FTSとしての営業は丸7年で幕を下ろすこととなった。

## 概要
- 会社名：フジノン東芝ESシステム 株式会社（略称：FTS）
  - 英文社名：FUJINON TOSHIBA ES SYSTEMS, CO., LTD.
- 株主：フジノン(株)（旧富士写真光機(株)） 60%・東芝メディカルシステムズ(株) 40% → フジノン(株) 100%（2002年2月頃より）
- 本社所在地：東京都文京区本郷1丁目28番地10号
- 主な事業内容：内視鏡およびその関連製品の国内向け販売・サービス